# Победино (станция)
Победино — железнодорожная станция Сахалинского региона Дальневосточной железной дороги. Названа по одноимённому селу. С 1944 по 1945 год была самой северной пассажирской железнодорожной станцией в Японии.

## История
Станция открыта в 1944 году в составе пускового участка Поронайск — Победино. До 1975 года была конечной на линии.
11 августа 1945 года станция освобождена советскими войсками.

## Описание
Станция состоит из пяти путей, все неэлектрифицированные. У первого пути расположена низкая посадочная платформа с вокзал, между вторым и первым путями расположена ещё одна платформа. Также на территории станции отстаивается путейская техника. От северной горловины станции начинается ведомственная железная дорога на Первомайское, перешитая на колею 1067 мм в 1990—1992 годах.
Изначально построена на колее 1067 мм, перешита на общероссийский стандарт 1520 мм в 2019 году.

## Деятельность
По параграфу станция способна осуществлять небольшие грузовые отправления со складов и на открытых площадках, а также продажу пассажирских билетов. На станции останавливается пассажирский поезд № 601/602 Южно-Сахалинск — Тымовск (с беспересадочными вагонами, следующими до Ногликов). В летний период по станции оборачивается пригородный поезд Поронайск — Победино. Скорый поезд № 001/002 на станции не останавливается.

## Изображения
- Со стороны посёлка
- В сторону Ногликов
- В сторону Южно-Сахалинска
- Вагон пригородного поезда Поронайск-Победино